# Mozaikszók listája: V
Ezen a lapon a V betűvel kezdődő mozaikszók ábécé rend szerinti listája található. A kis- és nagybetűk nem különböznek a besorolás szempontjából.

## Lista: V
- vb
  - világbajnokság
  - végrehajtó bizottság
- VGA – Video Graphics Array
- VHF – Veszprémi Érseki Hittudományi Főiskola
- VIP – very important person (nagyon fontos személy)
- VIT – Világifjúsági Találkozó
- VIPA – virtual IP address (virtuális IP cím)
- VLSI – Very Large Scale Integration
- VoIP – Voice over IP (IP – Internet Protokoll)
- VOR – Vörös Október Ruhagyár
- VPN – Virtual Private Network (látszólagos magán-hálózat)
- VPOP – Vám- és Pénzügyőrség Országos Parancsnoksága
- VVK – Vásárvárosok kupája
- VW – VolksWagen (népautó – értsd egyszerű, olcsó, nagyobb szériában gyártható)
- VLAMI – Vásárhelyi László Alapfokú Művészetoktatási Intézmény
- VSOP – Very Superior Old Pale